# Arie van der Lee (burgemeester)
Arie Pieter van der Lee (ca. 1950) is een Nederlands politicus van het CDA.
Voor hij de politiek in ging werkte Van der Lee bij het Veilingbureau Zuid-Holland en was hij secretaris van de Katholieke Land- en Tuinbouw Bond (KLTB) en de overkoepelende Hollandse Landbouworganisaties (KLTB, CBTB en HMLV). Daarnaast was hij CDA-gemeenteraadslid in zijn woonplaats Naaldwijk. In 1991 werd hij burgemeester van de Limburgse gemeente Thorn. In mei 1997 keerde hij terug naar Zuid-Holland waar hij burgemeester van Rijnsburg werd als opvolger van zijn partijgenoot Fedde Jonkman die benoemd was tot burgemeester van Waddinxveen.
Begin 2002 kwam Van der Lee in opspraak door hardnekkige geruchten over bordeelbezoek waardoor een herbenoeming in 2003 onwaarschijnlijk leek. In april 2002 kwam hij met een schriftelijke verklaring waarin hij zijn excuses aanbood voor datgene wat er in zijn privéleven was gebeurd, waarmee volgens hem niet alleen het aanzien van het burgemeestersambt was geschaad maar ook de naam van de gemeente Rijnsburg was aangetast. Ook heeft hij toen het voltallige gemeentepersoneel gesmeekt om vergiffenis voor zijn daden. Hierop werd alsnog door de gemeenteraad de procedure voor een herbenoeming in werking gezet die erin resulteerde dat hij in mei 2003 aan zijn tweede termijn kon beginnen. Op 1 januari 2006 fuseerde Rijnsburg met de gemeenten Katwijk en Valkenburg tot de nieuwe gemeente Katwijk, waarmee zijn functie kwam te vervallen.
Na de gemeenteraadsverkiezingen in maart 2006 werd hij (in)formateur bij de gemeente Wassenaar en in april werd hij daar wethouder met in zijn portefeuille onder andere Financiën en Economische Zaken. Deze functie vervulde hij tot december 2008. Hierna werd hij actief als landencoördinator bij PUM (Programma Uitzending Managers).